# 朝日放送廣播電台
朝日放送廣播電台
，通称ABC電台（日语：ABCラジオ）是朝日放送的廣播電台部門，以近畿廣域圈為播出對象地區，播出中波廣播節目。無線電台呼號是JONR。2018年4月1日朝日放送改組為廣播控股公司後，廣播部門將由分割出的子公司繼承，並變更公司名稱為朝日放送廣播株式會社。在2008年之前，ABC電台是關西地區收聽率最高的電台。

## 外部連結
- ABCラジオ-AM1008kHz・FM93.3MHz|abc1008.com （页面存档备份，存于）
- 朝日放送ラジオ （页面存档备份，存于）（公司資訊）
- ABCラジオ公式(朝日放送ラジオ)的X（前Twitter）
- ABCラジオ1008 （页面存档备份，存于） - YouTube 官方頻道